# 구룡 독나비
"구룡 독나비"(九龍毒나비)는 한국에서 제작된 김종성 감독의 1983년 영화이다. 김정철 등이 주연으로 출연하였고 김치한 등이 제작에 참여하였다.

## 출연

### 주연
- 김정철
- 최재호

## 기타
- 조명: 김석진
- 녹음: 유창국
- 녹음: 청맥 녹음실